# تارناللس
تارناللس (به مجاری:  Tarnalelesz) یک منطقهٔ مسکونی در مجارستان است که در ناحیه پترواشارا واقع شده‌است. تارناللس ۲۸٫۲۶ کیلومتر مربع مساحت و ۱٬۷۸۵ نفر جمعیت دارد و ۲۷۷ متر بالاتر از سطح دریا واقع شده‌است.

## خواهرخوانده
شهر Charnay-lès-Mâcon خواهرخواندهٔ تارناللس هست.